# Ommatius mackayi
Ommatius mackayi är en tvåvingeart som beskrevs av Ricardo 1913. Ommatius mackayi ingår i släktet Ommatius och familjen rovflugor. Inga underarter finns listade i Catalogue of Life.